# Heliostat

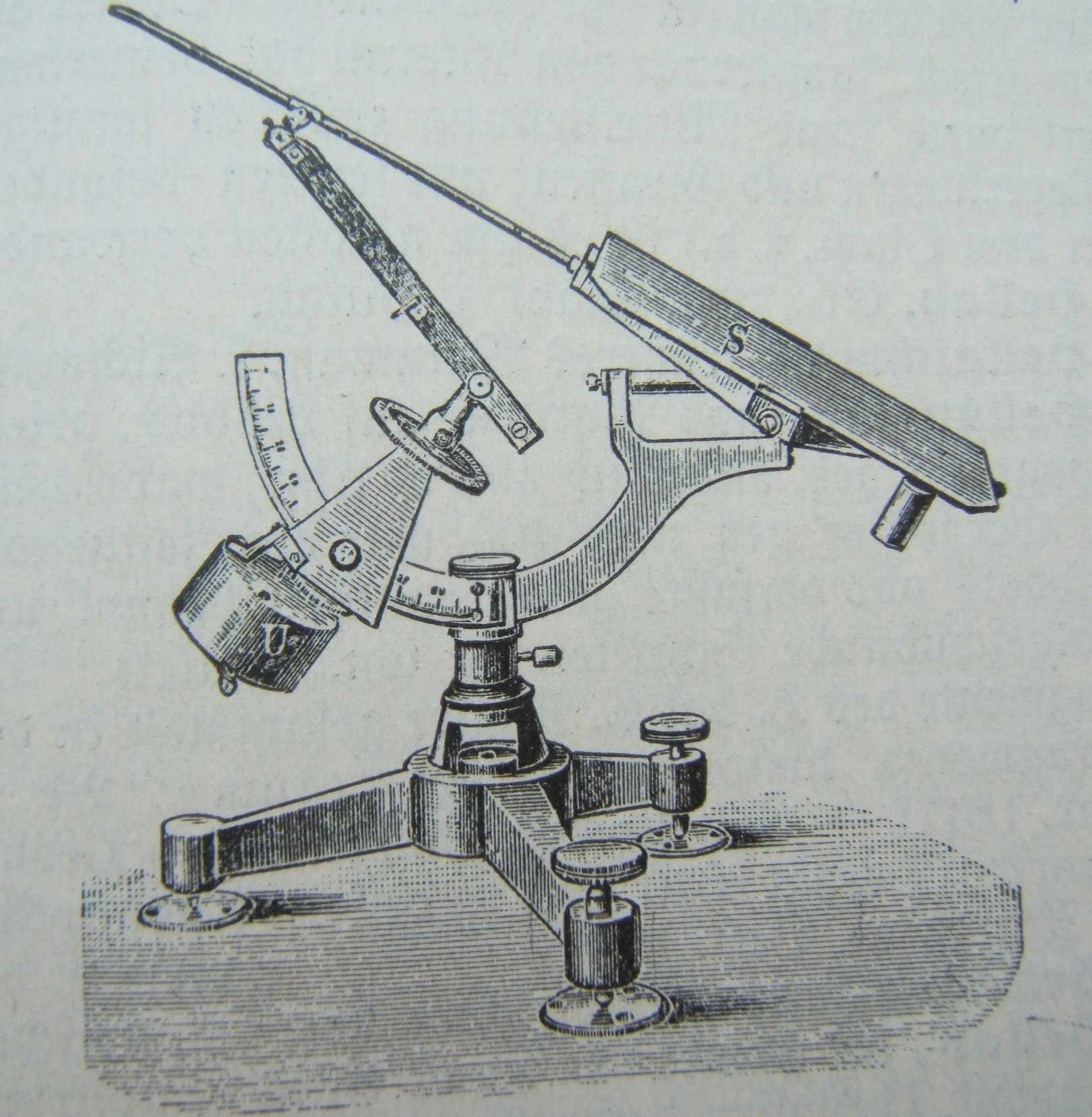
Heliostat

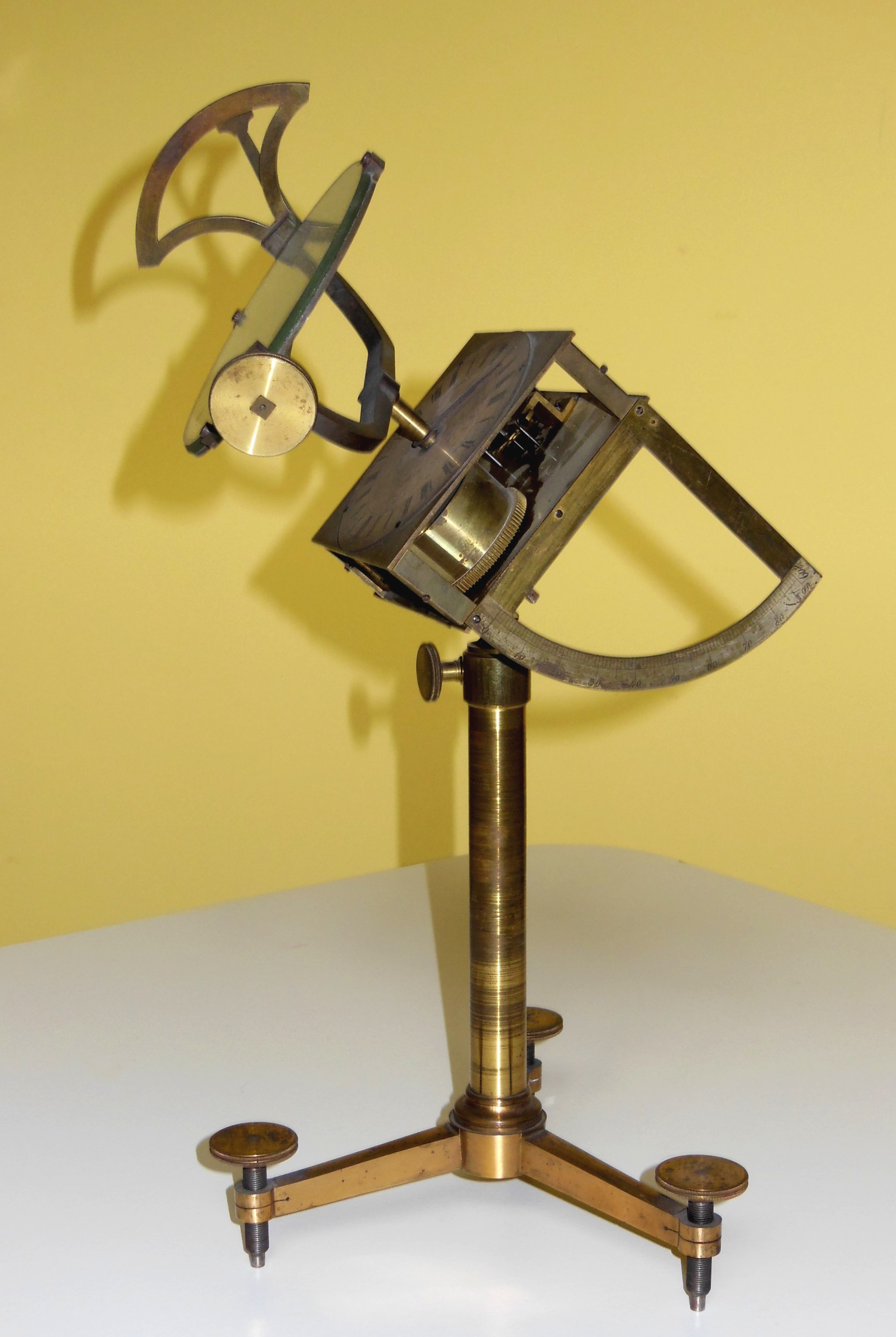
Heliostat von Ekling (ca. 1850)

Der Heliostat (von altgriechisch ἥλιος helios „Sonne“ und στατός statós „stehend, eingestellt“) ist ein Apparat mit einem Spiegel, der das Sonnenlicht unabhängig von der Änderung der Sonnenposition am Himmel immer auf den gleichen, ortsfesten Punkt reflektiert.
Dafür ist eine mechanisch oder elektrisch angetriebene Nachführung des Spiegels erforderlich. Der Spiegel muss dabei so bewegt werden, dass seine Normale den Winkel zwischen der bewegten Sonne und dem festen Zielpunkt dauerhaft halbiert. Diese Nachführung ist nicht trivial und so ist dafür eine Reihe von technischen Lösungen entwickelt worden.
Ein ähnliches, aber mit einem Zielfernrohr versehenes Instrument ist das 1821 von Gauß entwickelte Heliotrop zur Sichtbarmachung ferner Vermessungspunkte.

## Geschichte
Die früheste Erwähnung des Heliostaten, vermutlich nicht vom Erfinder, befindet sich in einem Buch des niederländischen Physikers Willem Jacob ’s Gravesande aus dem Jahre 1742. Vor ihm beschrieb der Italiener Giovanni Alonso Borelli (1608–1679) einen solchen Mechanismus in einem unveröffentlichten Manuskript. Die Rotation des Heliostaten erfolgte durch ein Uhrwerk. Später wurde das Gerät u. a. vom französischen Physiker Jean Thiébault Silbermann weiterentwickelt.
Léon Foucault entwickelte um 1865 einen verbesserten Heliostaten, der für einen größeren Winkelbereich zur Himmelsbeobachtung verwendbar war. Seine feste Großanlage namens Siderostat (französisch sidérostat), ausgestattet mit einem Spiegel damals höchster Qualität, reduzierte Kosten und technische Schwierigkeiten, v. a. für äquatoriale Montierungen.
Bei Heliostaten und Siderostaten dreht sich im Laufe der Zeit das Bild in der Projektionsebene um einen Punkt (siehe Bildfelddrehung). Um auch diesen Nachteil zu beseitigen, wurden die Coelostaten entwickelt, die ein wichtiger Bestandteil von Sonnenbeobachtungsinstrumenten insbesondere bei großen Sonnenteleskopen sind.

## Anwendung

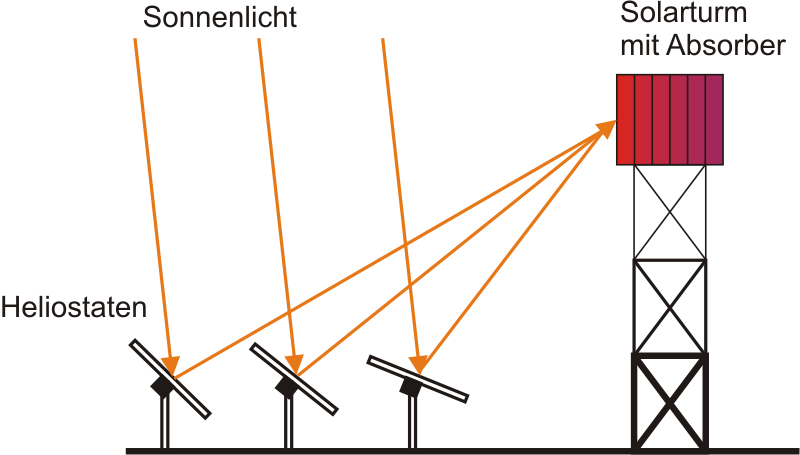
Schema eines Solarturmkraftwerks

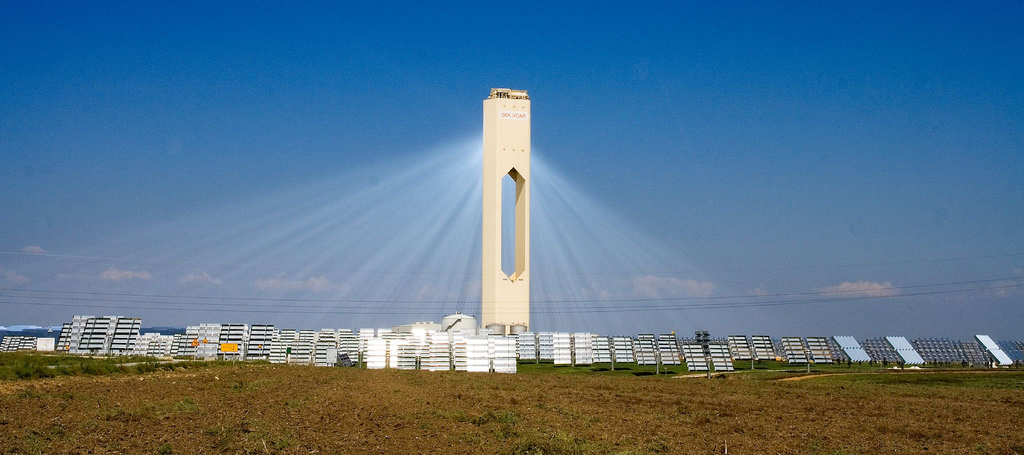
Solarturmkraftwerk PS10 in Sanlúcar la Mayor

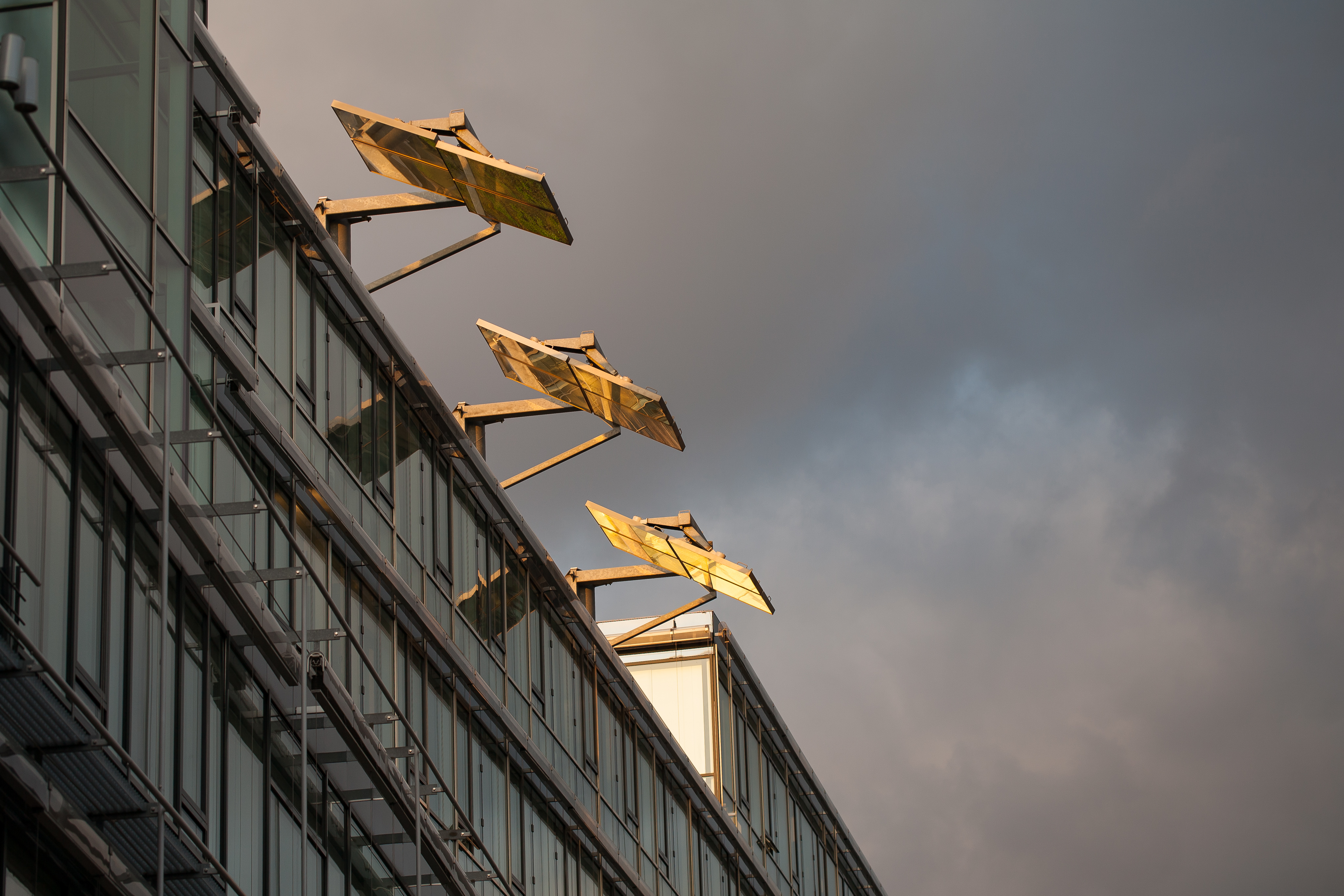
Heliostaten auf dem Dach des Verwaltungsgebäudes der Nord/LB in Hannover

Zuerst wurde die Strahlungsenergie insbesondere in optischen Laboren angewandt, die die Zusammensetzung des Sonnenlichtes untersuchen. Dazu wurde der Heliostat außerhalb des Versuchsraums gestellt, um Lichtstrahlen in den Raum einzuleiten. Wenn sich das Labor in einem höheren Stock befindet, wird zur Installation des Heliostaten ein Vorsprung errichtet.
Heliostaten sind in neuerer Zeit in so genannten Solarturmkraftwerken eingesetzt worden, in denen hunderte von computergesteuerten Heliostaten ihr Licht auf einen in einer Turmspitze untergebrachten Absorber konzentrieren. Der Konzentrationsfaktor der Strahlung erreicht Werte von 1000 und mehr. Mit seiner Hilfe wird die Strahlung in Wärme umgewandelt, die abgeführt wird, um dann mittels Dampferzeugung über eine konventionelle Turbine einen Generator anzutreiben.
Heliostaten können auch für Beleuchtungszwecke eingesetzt werden. Dabei wird das Licht auf ansonsten im Dunkeln liegende Gebäudeteile, Lichtschächte oder Fahrzeugtunnel gelenkt. So sind insgesamt vier Heliostaten auf der italienischen Autobahn A6 in der Nähe der Ortschaft Painissolo zur Beleuchtung kurzer Tunnelabschnitte eingesetzt. Auf dem Dach des Verwaltungsgebäudes der Nord/LB in Hannover sorgen zahlreiche Heliostaten dafür, dass sonnenabgewandte Büros mehr Tageslicht erhalten.
In zunehmendem Maße werden Heliostaten eingesetzt um Orte, die in den Wintermonaten aufgrund ihrer Tallage keine direkte Sonneneinstrahlung erfahren, künstlich mit Sonnenlicht zu beleuchten. Seit 2006 ist ein solcher Spiegel im piemontesischen Viganella in Betrieb. 2013 wurde eine ähnliche Anlage im norwegischen Rjukan aufgestellt.
Als Lichtquelle für lichtmikroskopische Anwendungen mit großem Helligkeitsbedarf wurden ebenfalls Heliostaten verwendet, bevor ab dem 20. Jahrhundert ausreichend starke künstliche Lichtquellen zur Verfügung standen.